# Campylocentrum bonifaziae
Campylocentrum bonifaziae  é uma espécie de orquídea, família Orchidaceae, que existe no Equador. Trata-se de planta epífita, monopodial, com caule alongado, cujas inflorescências brotam do nódulo do caule oposto à base da folha. As flores têm sépalas e pétalas livres, e nectário na parte de trás do labelo. Pertence à secção de espécies de Campylocentrum com folhas planas.

## Publicação e histórico
- Campylocentrum bonifaziae Dodson , Orquideologia 22: 191 (2003).

Conforme informações fornecidas pela ilustração da descrição desta espécie, a partir de espécime coletado em Los Rios, no Equador, Trata-se de planta cuja morfologia vegetativa lembra o Campylocentrum micranthum. As flores e nectário são pubescentes e de segmentos bastante acuminados. Estas características só são encontradas no Campylocentrum latifolium descrito por Cogniaux e misteriosamente, nunca mais encontrado de novo.